# Valíd Sedíra
Valíd Sedíra (Loreto, 1998. január 22. –) marokkói válogatott labdarúgó, az olasz Bari csatárja.

## Pályafutása

### Klubcsapatokban
Sedíra az olaszországi Loreto városában született.
2015-ben mutatkozott be a helyi Loreto felnőtt keretében. 2017-ben a Sangiustese, majd 2019-ben a Parma szerződtette. 2019 és 2022 között az Arezzo, a Lecco, a Mantova és a Bari csapatát erősítette kölcsönben. 2022. július 1-jén hároméves szerződést kötött az másodosztályú Bari együttesével. Először a 2022. augusztus 12-ei, Parma ellen 2–2-es döntetlennel zárult mérkőzésen lépett pályára. Első gólját 2022. augusztus 19-én, a Palermo ellen hazai pályán 1–1-es döntetlennel végződő találkozón szerezte meg.

### A válogatottban
2022-ben debütált a marokkói válogatottban. Először a 2022. szeptember 23-ai, Chile ellen 2–0-ra megnyert mérkőzés 67. percében, Júszef el-Neszjrít váltva lépett pályára.

## Statisztikák
2023. június 11. szerint
| Klub     | Szezon   | Osztály  | Bajnokság | Bajnokság | Kupa  | Kupa | Nemzetközi | Nemzetközi | Összesen | Összesen |
| Klub     | Szezon   | Osztály  | Meccs     | Gól       | Meccs | Gól  | Meccs      | Gól        | Meccs    | Gól      |
| -------- | -------- | -------- | --------- | --------- | ----- | ---- | ---------- | ---------- | -------- | -------- |
| Bari     | 2022–23  | Serie B  | 35        | 17        | 5     | 5    | —          | —          | 40       | 22       |
| Összesen | Összesen | Összesen | 35        | 17        | 5     | 5    | 0          | 0          | 40       | 22       |

### A válogatottban
| Válogatott | Év       | Pályára lépés | Gól |
| ---------- | -------- | ------------- | --- |
| Marokkó    | 2022     | 4             | 0   |
| Marokkó    | 2023     | 2             | 0   |
| Összesen   | Összesen | 6             | 0   |